# Аккуаспарта
Аккуаспарта (італ. Acquasparta) — муніципалітет в Італії, у регіоні Умбрія,  провінція Терні.
Аккуаспарта розташована на відстані близько 90 км на північ від Рима, 50 км на південь від Перуджі, 16 км на північний захід від Терні.
Населення — 4849 осіб (2014).
Покровитель — Santa Cecilia.

## Демографія
Населення за роками:

Станом на 1 січня 2023 року в муніципалітеті офіційно проживало 513 іноземців з 36 країн, серед них 326 громадян країн Євросоюзу та 10 громадян України.

## Сусідні муніципалітети
- Авільяно-Умбро
- Масса-Мартана
- Монтекастриллі
- Сполето
- Терні
- Тоді